# 瞪羚号小巡洋舰
瞪羚号小巡洋舰是德意志帝国海军于1890年代末所建造的十艘瞪羚级小巡洋舰的首舰。瞪羚级是早期无防护巡洋舰与通报舰的设计巅峰，结合了两种舰型的优点，成为德国舰队未来所有小巡洋舰的鼻祖。为了能与演习舰队（即公海舰队的前身）共同作战并作为一艘境外舰服役，它装备了十门105毫米40倍径速射炮，最高航速达19.5節（36.1每小時）。其尼克劳斯型锅炉在运用中被证明有诸多缺陷，这些锅炉其后于1900年代中期得到更换。
瞪羚号最初是在本土水域与演习舰队共同执行任务，在此期间，它曾参与过一次大规模巡航，前往西班牙迎接被派去镇压义和团运动的德国远征军。1902年，它被派往海外；原本计划加入东亚分舰队，但由于紧张局势加剧，她转而驶向委内瑞拉，最终导致了1902－03年的委内瑞拉危机。危机期间，瞪羚号伙同英国和意大利的军舰一起对该国实施封锁，其船员甚至扣押了炮艇修复者号，迫使它为德国服役。随着争端得到解决，瞪羚号开始在北美和中美洲水域巡航，造问了该地区的多个港口。它于1904年被召回德国，退役并进行了大修，在接下来的十年里一直没有活动。
该舰于1914年的第一次世界大战爆发后重新入役，先是作为岸防支舰队的一份子在波罗的海服役，然后被编入分遣支舰队，至1914年底重返前者部队。在1915年1月被俄罗斯帝国海军的水雷炸损后，它被认为不值得修复，进而被改装成一艘储存水雷的废船，并在战争余下的时间里一直担任该角色。1920年8月，瞪羚号最终从海军序列中除籍并拆解报废。

## 设计
在为德意志帝国海军建造了鵟級巡洋艦和赫拉号通报舰之后，国家海军办公室的造舰局开始筹备一款新型的轻巡洋舰设计，该设计结合了两个舰种的最佳属性。设计者必须研发一款配备装甲保护的小巡洋舰，并具有舰队作战所需航速、火力和稳定性的最优组合，以及在海外德国殖民地站点间运行所需的续航能力。由此诞生的瞪羚级为德国舰队于1914年以前建造的所有小巡洋舰提供了官方设计基础。
瞪羚号的全长为105米，有12.2米的舷宽和4.84的前吃水。其标准排水量2643吨，在满载情况下则可达2963吨。舰只的推进系统由日耳曼尼亚船厂生产的两台三胀式蒸汽机组成。它们的额定功率为6,000匹軸馬力（4,500千瓦特），最高速度达19.5節（36.1每小時）。发动机由八台燃煤尼克劳斯型锅炉提供动力。瞪羚号可贮存500吨煤，故此得以10節（19每小時）的速度续航3,570海里（6,610）。舰只的标准船员编制则为14名军官及243名水兵。
瞪羚号的主炮为十门单座安装的105毫米40倍径速射炮。其中两门并排布置在艏艛前方，六门设于舰舯、每边各三门，以及两门并排布置在舰艉。它们的射程为12200米，并配备1000发弹药，其中每炮100发。该舰还装备有三具450毫米鱼雷发射管及八枚鱼雷。其中一具以浸没式安装在舰艏的船体内、两具安装在舷侧的甲板发射器内。
舰只还受到20－25毫米厚的装甲甲板保护。司令塔的侧面有80毫米厚、火炮的炮挡厚度也有50毫米。

## 服役历史
作为瞪羚级的首舰，瞪羚号是是根据合同代号“G”作为新增编入舰队的单位订购，并于1897年4月在基尔的日耳曼尼亚船厂开始架设龙骨，至1898年3月31日下水。在下水仪式上，由已故德皇腓特烈三世的遗孀维多利亚及其儿媳伊雷妮公主主持为舰只命名，并由海军少将阿尔弗雷德·冯·提尔皮茨发表演说，之后展开舾装工作。它于同年11月23日入役进行海试，期间暴露出由法国设计的尼克劳斯锅炉存在缺陷，需要于1899年4月6日除役进行修改。舰只于1900年10月6日重新入役，但事实证明其锅炉仍然存在问题，遂于11月14日再次除役。瞪羚号最终于1901年6月15日正式交付使用，被编入演习舰队（Übungsflotte，即公海舰队前身）的第一分舰队。
第一分舰队的舰艇先是在北海进行了部队操练，直至7月22日获委派出访西班牙和葡萄牙。8月1日，这些舰只在里斯本与四艘勃兰登堡级战列舰及其护航舰艇会合，当时这四艘战列舰正从战场上返回，帮助镇压清朝的义和团运动。在返回德国的途中，瞪羚号于8月9日被分遣出列以访问英国波特兰，至三天后才返抵基尔。它参加了从8月22日至9月15日举行的年度舰队训练和演习。在训练期间，它与演习舰队的侦察部队——第二侦察集群共同作战。而在演习期间，舰队为当时访德的俄国沙皇尼古拉二世举行了海上阅兵。

### 派驻东美洲

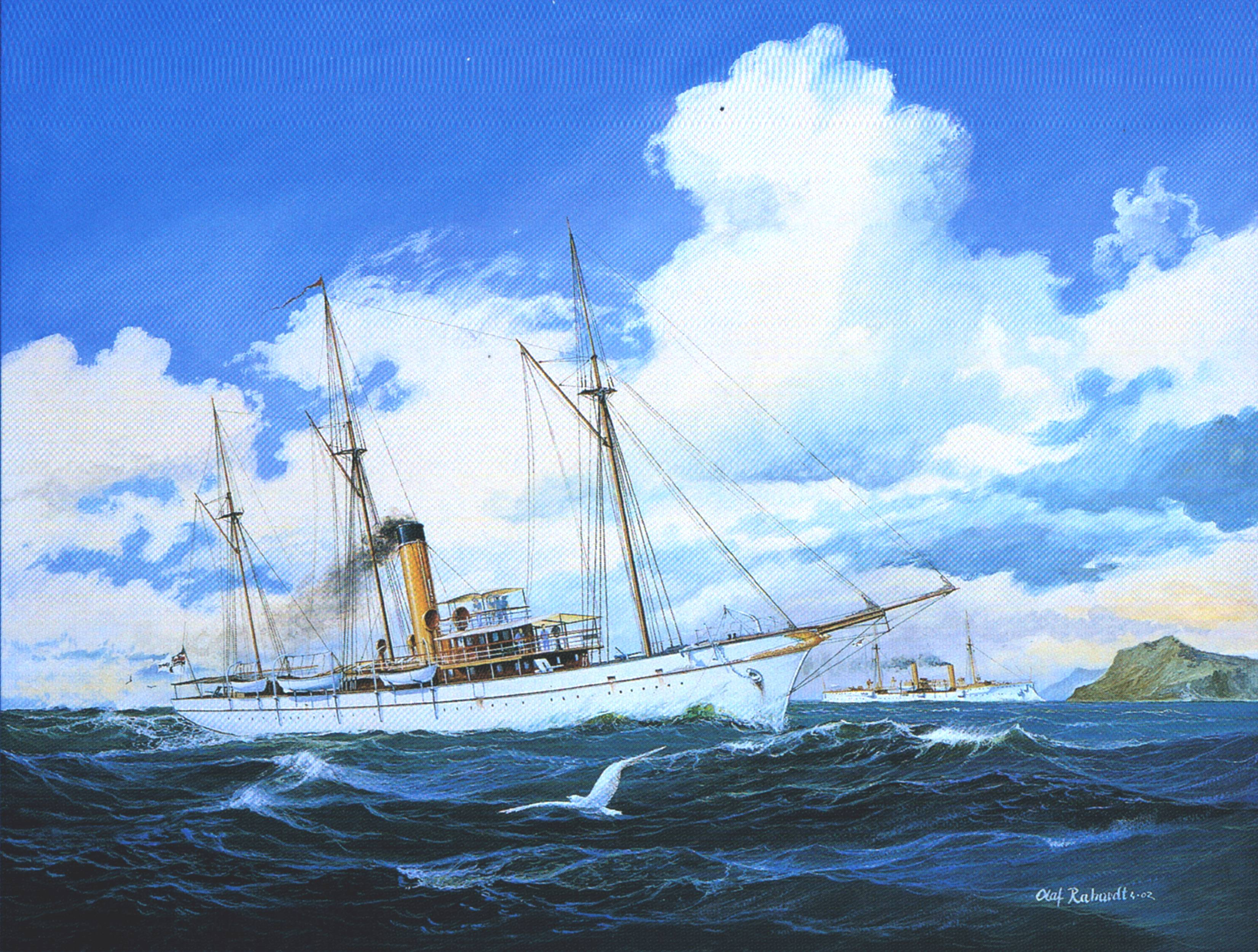
悬挂德国旗帜的插画，其身后为瞪羚号

瞪羚号于1901年10月上旬奉命加入驻中国的东亚分舰队，但该命令被撤销，取而代之的是其姊妹舰忒提斯号。瞪羚号一直留在德国，直至1902年1月才获安排前往东亚水域与其姊妹舰会合。但随着德国与委内瑞拉的紧张关系加剧，它被重新调整航向至加勒比海。瞪羚号在1902年底之前的正式编制一直隶属于东亚分舰队，尽管它于2月3日抵达加勒比海后便加入了东美巡洋支舰队（Ostamerikanische Kreuzerdivision）。该部队是为了应对与委内瑞拉的争端而设立，当时的成员还包括防护巡洋舰菲内塔号和无防护巡洋舰隼号。瞪羚号先是在西班牙港与隼号会合，然后在前往委内瑞拉之前，于5月24日至6月10日期间在夏洛特阿马利亚停留。这两艘舰负责协助德国和法国公民从拉瓜伊拉和卡鲁帕诺撤离，以保护他们免受预期的战事影响，并将他们运送至荷属维尔京群岛的圣托马斯。
之后，瞪羚号启程前往安的列斯群岛。在1902年至1903年委内瑞拉危机期间，德国和英国，以及后来的意大利王国，在委内瑞拉内部动乱后提出了赔偿要求；委内瑞拉的拒绝导致了三大国对其实施封锁。瞪羚号和隼号是德国对封锁分舰队的贡献；它们与四艘英国巡洋舰和三艘小型舰艇一同执行封锁。委内瑞拉炮艇修复者号在封锁期间遭扣押；当瞪羚号于12月11日抵达关塔时，它已经系泊在那里了。德国人命令委内瑞拉炮艇降旗并让船员离艇，对方于十分钟后服从了要求。瞪羚号遂派出一艘蒸汽大舢板和两艘小汽艇登艇。随后，修复者号被德国人征用：在海军上尉蒂图斯·蒂尔克的指挥下，其3名军官、1名机械工和50名水兵均来自瞪羚号。但由于原船员的疏忽保养，这艘炮艇的状况不佳，需要维修才能加入德国阵中。
12月13日，修复者号启程前往特立尼达，在当地的旱坞进行船体清洁。其锅炉也于1903年1月10日完成维修。然后它回到委内瑞拉水域，加入了最初驻扎在卡贝略港附近的三国封锁分舰队。1月14日，该艇在转移至图卡卡斯途中遭遇机械故障，但船员们能够在海上自行修复发动机。修复者号于1月19日返回卡贝略港。这段时间内，瞪羚号则在封锁线上活动：1月4日，它拦截了一艘委内瑞拉商船并将其扣押至特立尼达。2月23日，随着三国与委内瑞拉通过谈判达成协议，封锁结束，蒂尔克遂将修复者号交还予委内瑞拉海军，其状况甚至比德国人扣押该艇时更好。瞪羚号于3月17日调离支舰队，前往美国的纽波特纽斯进行维修，维修时间从3月31日一直持续至6月14日。
完成维修后，瞪羚号随同菲内塔号在北美海域展开了一次巡航，中途曾在哈利法克斯停留；然后舰只驶入圣劳伦斯河，航行至更远的加拿大内陆城市蒙特利尔。瞪羚号于10月27日返回加勒比海，驻扎在圣托马斯。到年底，瞪羚号在多米尼加共和国的首都圣多明各休整；由于该国局势动荡，它曾派出一支登陆队上岸保护德国领事馆。随后，该舰又前往太子港，在那里也派出了一支分遣队上岸。1904年1月，瞪羚号来到墨西哥的韦拉克鲁斯，其时任舰长、海军少校赖因哈德·舍尔对墨西哥总统波费里奥·迪亚斯进行了正式访问。此外，该舰还到访了英属洪都拉斯的伯利兹和该地区的数个岛屿。接下来，它回到纽波特纽斯进行维修，并受到了时任美国总统西奥多·罗斯福的拜访。6月19日，瞪羚号被召回德国，至7月18日返抵基尔。它于8月3日在但泽退役，并被带进帝国船厂进行大修。在大修期间，其故障频发的尼克劳斯锅炉被替换为海军制造的型号。

### 一战及结局
在1914年7月的第一次世界大战爆发之前，瞪羚号一直处于闲置状态，已停用了十多年。它于8月18日重新启用，并被编入波罗的海的岸防支舰队（Küstenschutz-Division）。此后不久，它被调至分遣支舰队，在波罗的海东部对俄罗斯军队发动进攻。瞪羚号加入了第四战列分舰队，于8月24日至29日对芬兰湾的扫荡行动期间，在哥特兰至库尔兰的巡逻线上巡航。德国人未能找到任何俄国军舰，于是在29日，瞪羚号被派去炮击施泰因奥特的灯塔，以避免它成为俄国舰船的导航标志。瞪羚号还参与了9月4日至9日在博滕海的一次任务，但发动机故障使她错过了第一阶段的行动。在但泽完成维修后，它向北航行至奥兰海，然后参加了在文道的佯动。
9月19日至24日，瞪羚号跟随第四分舰队在波罗的海东部的一次行动中为运输船提供护航。此后，该舰返回岸防支舰队，并临时担任旗舰。在此期间，它主要在波罗的海西部执行任务，在丹尼斯海峡巡逻，以防止英国潜艇驶入波罗的海。11月17日，瞪羚号在该海域巡航期间遭到英国潜艇E9号的袭击。潜艇向巡洋舰发射了两枚鱼雷，但均未命中。1916年1月25－26日夜间，瞪羚号在阿科纳海岬以北不慎撞上了由俄国人布设的水雷。水雷炸毁了其两副螺旋桨，它只得由鱼雷艇G-132和G-134号拖曳至斯维内明德。2月22日，德国军方认为这艘老旧的小巡洋舰不值得修理，因此它被终止服役，其船员则换编至更现代化的舰艇。瞪羚号被改造为一艘供布雷艇使用的废船，首先驻泊在但泽，然后是库克斯港。1918年，它又被转移至威廉港。战争结束后，瞪羚号于1920年8月正式从海军序列中除籍，并最终在威廉港拆解报废。